# Vom Prinz Johannes
Vom Prinz Johannes ist das Fragment eines Märchens. Es stand in den Kinder- und Hausmärchen der Brüder Grimm nur in der Erstauflage von 1812 zusammen mit drei anderen unter dem Obertitel Fragmente an Stelle 85 (KHM 85c) und stammt aus Karl Graß’ Zeitschrift Erheiterungen von 1812.
Wiedergegeben sind nur folgende Stichpunkte:
Von seinem Wandeln in Sehnen und Wehmuth, von seinem Flug mit der Erscheinung, von der rothen Burg, von den vielen herzbewegenden Prüfungen, bis ihm der einzigste (sic!) Anblick der schönen Sonnenprinzessin gewährt wurde.

## Herkunft
Grimms Anmerkung nennt die Quelle: Karl Graß will es als Kind (in Livland) von seiner deutschen Amme gehört haben und machte ein Gedicht daraus.